# Джуричич, Илия
Илия Джуричич (серб. Илија Ђуричић; 18 июля 1898, Белград, Королевство Сербия — 2 апреля 1965, Белград, СФРЮ) — сербский учёный, ветеринар, педагог, профессор, ректор Белградского университета (1950/51, 1951/52, 1954/55). Президент Сербской королевской академии наук и искусств (1960—1965).

## Биография
С 1936 года — профессор нормальной и патологической физиологии ветеринарного факультета Белградского университета. В 1950/51, 1951/52. и 1954/55 учебных годах был ректором Белградского университета.
В 1947—1954 годах работал руководителем Института физиологии Сербской академии наук и искусств.
Был заведующим кафедрой медицины труда Института медицинских исследований САН (с 1954).
Член Сербская академия наук и искусств с 1955 года. Член-корреспондент Отделения медицинских наук САН (с 1950).
Действительный член Сербской академии наук и искусств (с 1955).
Вице-президент академии (1959—1960).
Президент Сербской королевской академии наук и искусств (1960—1965).
Член-корреспондент Словенской академии наук и искусств (с 1961).
Автор ряда трудов в области ветеринарии.
Похоронен на аллее народных героев Нового кладбища Белграда.

## Награды
- Орден Труда (СФРЮ) 1 степени (1952)
- Премия «Седьмого июля» Социалистической Республики Сербия (1960).